# Roger Chapelain-Midy
Roger Chapelain-Midy fue un artista pintor figurativo, litógrafo y decorador francés, nacido el 24 de agosto de 1904 en París y fallecido el 1 de abril de 1992 en la misma ciudad. Cambió su nombre por el segundo marido de su madre.

## Datos biográficos
Comenzó sus estudios artísticos en la Escuela de Bellas Artes de París, completándolos en las Academias de Montparnasse. 
Expuso en 1927 en el Salon d'Automne, y a partir de 1929 en el Salón de los Independientes y en el Salón de las Tullerías.
Fue profesor en la École nationale supérieure des beaux-arts, entre sus alumnos estuvo Xavier Degans , Yacov Gabay, y Michele Battut.
En 1937 nació su hijo François Chapelain-Midy, escultor.
Apasionado por la Renacimiento, por la pintura de Poussin y la del siglo XVII, defendió la tradición clásica, lleno de mesura, en una época en que se vivieron las grandes transformaciones de la pintura moderna. Realizó naturalezas muertas y paisajes. Avezado viajero, visitó Europa y América del Norte y del Sur.

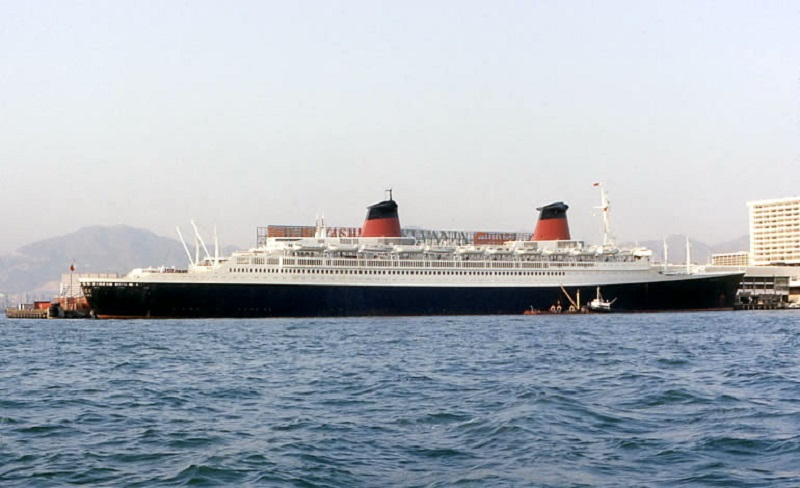
El paquebote France

Realizó decoraciones murales (Ayuntamiento del IV Distrito de París, vestíbulo del teatro nacional de Chaillot, Instituto agronómico de París, liceo Gustave Monod en Enghien-les-Bains ) así como la decoración de paquebotes, entre ellos el France junto a Jacques Zwobada.
Decorador y diseñador de vestuario para el teatro, trabajó en la puesta en escena de Las Indias galantes de Rameau (1952), La flauta mágica de Mozart en la Opera Garnier (1955).
Realizó también ilustraciones de Giraudoux, Gide, Baudelaire, Fontenelle, La Fontaine, Vildrac, Simenon (La Fenêtre des Rouet, 1945), etc. Ilustró también la cubierta de la Chanson de Maguelonne de Michel Mourlet para la Table Ronde (1973). 
Recibió el premio Carnegie en 1938. Fue nombrado pintor oficial de la marina francesa y recibió del general De Gaulle el encargo de pintar su retrato, para el Palacio del Eliseo. Entre el simbolismo y el surrealismo, toda una parte de su obra porta la impronta de sus preocupaciones espirituales, materializadas por la obsesiva repetición de paisajes y objetos inusuales, tales como escaques de tablero de ajedrez, máscaras, maniquíes y espejos.
En 1984, publicó con Gallimard una colección de recuerdos y de reflexiones sobre el arte bajo el título: "Comme le sable entre les doigts" (Como la arena entre los dedos -ISBN 2-07-070206-5).

## Obras
Entre las obras de Roger Chapelain-Midy se incluyen las siguientes:
- Femme à l'écharpe bleue , 1932 , en el Museo de Bellas Artes de Angers.  (enlace roto disponible en Internet Archive; véase el historial, la primera versión y la última).
- Retrato de un pájaro que nunca existió , 1953 ; dibujo a lápiz de un ave con rostro humano a modo de los bestiarios medievales.  (enlace roto disponible en Internet Archive; véase el historial, la primera versión y la última).
- Nature morte aux vanneaux', 1932 óleo, bodegón  (enlace roto disponible en Internet Archive; véase el historial, la primera versión y la última).
- Sinfonía de primavera , 1936 ; pintura al óleo próxima en su estilo a las de Edward Hopper.  (enlace roto disponible en Internet Archive; véase el historial, la primera versión y la última).
- L'hiver o L'oiseau bleu, 1953; bodegón  (enlace roto disponible en Internet Archive; véase el historial, la primera versión y la última).

Es el autor del diseño del sello de correos francés de 1941 Carcassonne. Sus dibujos para vestuario de teatro también fueron reproducidos en sellos de correos de Francia, el primero en 1979 y otro en 2006. También diseñó el sello conmemorativo dedicado a Louis Jouvet (1887-1951) de 1981.
De sus litografías destaca la serie dedicada a la ciudad de Venecia.